# Károlyi Alajos

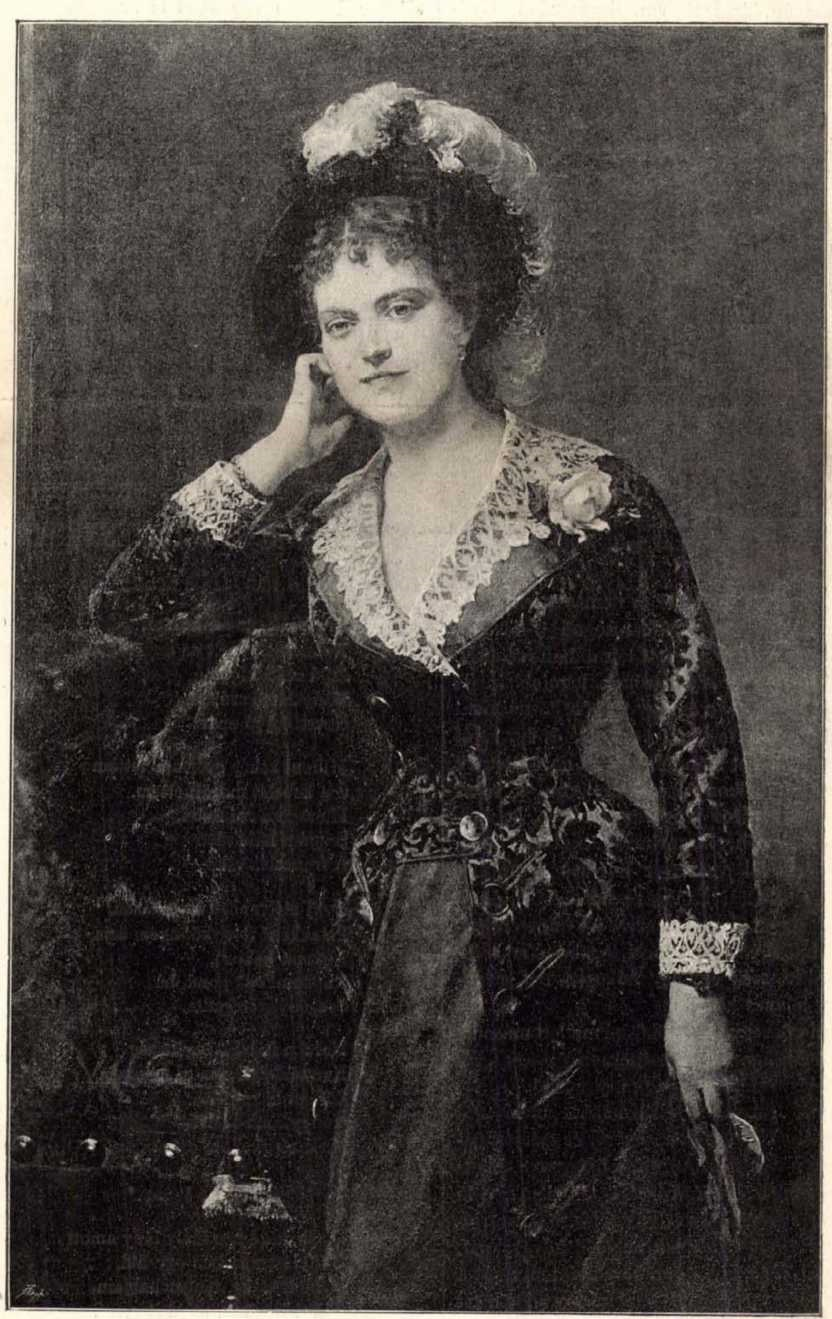
Károlyi Alajosné, Erdődy Fanny grófnő. Vasárnapi Ujság – 1894. 6. sz.

Károlyi Alajos, gróf (Bécs, 1825. augusztus 8. – Tótmegyer, 1889. december 20.) magyar diplomata, koppenhágai, majd berlini és londoni nagykövet, Károlyi Lajos gróf fia.

## Életpályája
Már 19 éves korában diplomáciai pályára lépett. 1845-ben a berlini nagykövetséghez attasévá nevezték ki, majd a szentpétervári nagykövetségnél, a hannoveri udvarnál, Bernben, végül Rómában, (ez utóbbi helyen Esterházy Móric gróf oldalán), növelte tapasztalatait. 1851-ben Athénba nevezték ki ügyvivőnek, majd 1852-ben a bátyja, László gróf halála után egy időre visszavonult a közszolgálattól.
1853-ban ismét a londoni nagykövetséghez küldték titkári minőségben s ott maradt 1858-ig; a következő évben mint rendkívüli követ s teljhatalmú miniszter a koppenhágai udvarhoz neveztetett ki; ez évben azzal a megbízással küldték Szentpétervárra rendkívüli követként, hogy az északi udvarnál szövetséget eszközöljön az osztrák birodalom épségét, jelesen ennek olasz tartományait fenyegető francia-olasz egyesült hatalom ellen. De sikertelenül. A háború kitört s gyorsan lefolyt.
A háború után még ez év októberében, mint teljhatalmú megbízott vett részt, mint Colloredo gróf utódja a zürichi konferencián. Decemberben mint rendkívüli követ és teljhatalmú minisztert Berlinbe küldték. Berlinben maradt 1866. március 13-ig, amikor Ausztria és Poroszország közt a diplomáciai összeköttetés, a készülő háború miatt megszakadt. Bár március 13-án elhagyta berlini állását, ám a háború végén ismét fontos szerepet vállalt, ugyanis július 16-án a porosz királyi táborba ment alkudozni ama pontok felett, amelyekkel a prágai előzetes békeszerződést meg akarták kötni. Ettől fogva rendelkezési állományban maradt és magyarországi birtokain tartózkodott. Atyja, Károlyi Lajos gróf halála után ennek 180 ezer holdnyi, mintaszerűen rendezett birtokát átvette és 1867-ben feleségül vette Erdődy Fanni grófnőt, akitől egy fia és három leánya született. 5 évi itthon tartózkodása alatt építtette, atyja végrendelete értelmében, pesti palotáját a Nemzeti Múzeum mögött, mely első épülete volt az azóta emelkedett pompás, úgynevezett mágnás-negyednek, s hol százezreket érő gyönyörű képtárát is elhelyezte. 1871-ben ismét berlini nagykövetté nevezték ki a már akkor német császár és porosz király udvarába. Bár mint ellenség innen  1866-ban, ám ekkor, mint jó barátot, szívesen fogadták. Maga az öreg I. Vilmos német császár legkedvesebb emberei egyikének nevezte, mikor az udvarától megvált; az akkori trónörökös, III. Frigyes pedig személyes barátságával tisztelte meg. 1878-ban Andrássy Gyula gróf mellett mint második teljhatalmú vett részt a berlini nagy kongresszuson. Ez év decemberében a londoni nagyköveti tisztséget vállalta el. Ebben jelentékeny része volt az angol udvarnak is, amely őt óhajtotta osztrák – magyar képviselőül. A londoni osztrák-magyar segítő-egyesületet ő alapította és annak lelkes protektora volt. Állásáról 1888 nyarán mondott le. Felesége  Erdődy Fanny grófnő, Erdődy Lajos gróf leánya.

## Díjai, elismerései
- királyi kamarás (1852)
- valóságos belső titkos tanácsos (1864)
- a Lipót-rend nagykeresztese (1872)
- aranygyapjas vitéz (1878)
- a diplomáciai pályáról megválása alkalmával a Szent István-rend nagy keresztjét kapta, az uralkodó megelégedésének jeléül
- Megkapta ezeken kívül a porosz vörös és fekete sas-rendet is.